# Jean Spies
Pour les articles homonymes, voir Spies.
Jean Spies (né le 27 novembre 1989 à Randburg) est un coureur cycliste sud-africain. Spécialisé en cyclisme sur piste, il a remporté 32 médailles d'or lors de championnats d'Afrique de cyclisme sur piste (deux en 2016, cinq en 2017, cinq en 2018, trois en 2019, quatre en 2020 et 2021, ainsi que trois en 2022, 2023 et 2024).

## Palmarès

### Jeux olympiques
- Tokyo 2020
  - 27e de la vitesse individuelle
  - 27e du keirin

### Championnats du monde
- Apeldoorn 2018
  - 23e du kilomètre[1]
  - 25e du keirin[2]
- Pruszków 2019
  - 15e du kilomètre
  - 19e du keirin (éliminé en quart de finale)[3]
  - 32e de la vitesse (éliminé au premier tour)[4]

### Championnats d'Afrique
- Pietermaritzburg 2015
  -  Médaillé d'argent du scratch
  -  Médaillé de bronze de vitesse par équipes
  -  Médaillé de bronze de poursuite par équipes
  -  Médaillé de bronze de l'américaine
- Casablanca 2016
  -  Champion d'Afrique du kilomètre
  -  Champion d'Afrique de course aux points
- Durban 2017
  -  Champion d'Afrique du kilomètre
  -  Champion d'Afrique du keirin
  -  Champion d'Afrique de vitesse individuelle
  -  Champion d'Afrique de poursuite par équipes (avec Nolan Hoffman, Steven van Heerden et Joshua van Wyk)
  -  Champion d'Afrique du scratch
  -  Médaillé de bronze de l'américaine
- Casablanca 2018
  -  Champion d'Afrique du kilomètre
  -  Champion d'Afrique du keirin
  -  Champion d'Afrique de vitesse individuelle
  -  Champion d'Afrique de vitesse par équipes (avec Hylton Belitzky et Wade Theunissen)
  -  Champion d'Afrique de poursuite par équipes (avec Joshua van Wyk, Steven van Heerden et Gert Fouche)
  -  Médaillé de bronze du scratch
- Pietermaritzburg 2019
  -  Champion d'Afrique du kilomètre
  -  Champion d'Afrique du keirin
  -  Champion d'Afrique de vitesse individuelle
- Le Caire 2020
  -  Champion d'Afrique du kilomètre
  -  Champion d'Afrique du keirin
  -  Champion d'Afrique de vitesse individuelle
  -  Champion d'Afrique de vitesse par équipes (avec Joshua van Wyk et Wade Theunissen)
- Le Caire 2021
  -  Champion d'Afrique du kilomètre
  -  Champion d'Afrique du keirin
  -  Champion d'Afrique de vitesse individuelle
  -  Champion d'Afrique de vitesse par équipes (avec Joshua van Wyk et Mitchell Sparrow)
- Abuja 2022
  -  Champion d'Afrique du kilomètre
  -  Champion d'Afrique du keirin
  -  Champion d'Afrique de vitesse individuelle
  -  Médaillé de bronze de vitesse par équipes
- Le Caire 2023
  -  Champion d'Afrique du keirin
  -  Champion d'Afrique de vitesse individuelle
  -  Champion d'Afrique de vitesse par équipes (avec Johannes Myburgh et Mitchell Sparrow)
- Le Caire 2024
  -  Champion d'Afrique du keirin
  -  Champion d'Afrique de vitesse individuelle
  -  Champion d'Afrique de vitesse par équipes (avec Johannes Myburgh et Mitchell Sparrow)

### Championnats nationaux
- Champion d'Afrique du Sud de poursuite par équipes en 2011, 2015 et 2017
- Champion d'Afrique du Sud du kilomètre en 2017, 2019 et 2022
- Champion d'Afrique du Sud du keirin en 2017 et 2019, 2023 et 2024
- Champion d'Afrique du Sud de vitesse en 2018, 2019, 2023 et 2024
- Champion d'Afrique du Sud de vitesse par équipes en 2018, 2023 et 2024